# Konon (Feldherr)

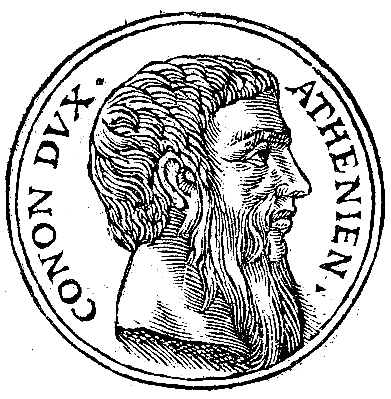
Konon aus Promptuarii Iconum Insigniorum (1553)

Konon (altgriechisch Κόνων Kónōn) (* vor 444 v. Chr. wohl in Athen; † um 390 v. Chr. auf Zypern) war ein athenischer Feldherr und Politiker.

## Kerkyra
Seit 414 v. Chr., also während des Peloponnesischen Krieges, war Konon mehrfach Stratege, zumeist bei Kerkyra, wo er die Korinther und Spartaner an der Überfahrt nach Italien und Sizilien hinderte. 408 v. Chr. erhielt er neben Alkibiades und Thrasybulos das Kommando über die Flotte und blieb auch nach dem Sturz des Alkibiades 407 v. Chr. durch Volksentscheid einer der 10 Strategen.

## Mytilene
406 v. Chr. schlug er gemeinsam mit seinen Admiralskollegen Leon und Erasinides im Kanal von Lesbos eine Seeschlacht gegen eine doppelt so starke peloponnesische Flotte unter dem spartanischen Seeherrn Kallikratidas. Nach anfänglichen Erfolgen mussten die Athener vor der feindlichen Übermacht weichen und wurden im Hafen von Mytilene eingeschlossen. Nach einigen Tagen ersann Konon eine Kriegslist, um seine beiden Unterfeldherrn durch die Blockade hinauszuschleusen, und Erasinides, der als einziger erfolgreich war, schaffte es, die Hauptstadt von der Belagerung in Kenntnis zu setzen.
Die Athener sandten daraufhin eine Entsatzflotte, die Kallikratidas in der Schlacht bei den Arginusen besiegte und so Konon in Mytilene wieder befreite. Nach dieser Schlacht wurden die siegreichen athenischen Befehlshaber jedoch im sogenannten Arginusenprozess von der über die hohen Verluste aufgebrachten Volksversammlung zum Tode verurteilt, da sie weder die schiffbrüchigen Seeleute noch deren Leichen geborgen hatten. Konon wurde als einziger Stratege nicht angeklagt, da er während der Schlacht noch in Mytilene eingeschlossen war.

## Aigospotamoi
Bei der Vernichtung der athenischen Flotte durch den Spartaner Lysander 405 v. Chr. in der Schlacht bei Aigospotamoi gehörte Konon zum verantwortlichen Feldherrenkollegium der Athener zusammen mit Philokles, Tydeus, Adeimantos und Menandros. Am Tag der Schlacht kommandierte Konon das Wachgeschwader der Athener und versäumte es, die am Ufer lagernde Flotte rechtzeitig zu warnen. Bei Eintreffen der Spartaner waren seine neun Schiffe deshalb als einzige seefertig und konnten sich so dem Angriff entziehen. Auf der Flucht bewies Konon allerdings seine seemännische Erfahrung und Kaltblütigkeit, indem er das verlassene Schiffslager der Spartaner beim Vorgebirge Abarnis nahe Lampsakos überfiel und ihre dort zurückgelassenen Großsegel stahl, um jegliche Verfolgung auszuschließen. Die Seemacht Athens aber wurde in der Schlacht vollständig vernichtet, die übrigen Strategen und die attischen Bürger im Heer von Lysander hingerichtet.
Nach der Niederlage sandte Konon das Staatsschiff Paralos nach Athen, um die Nachricht zu überbringen, wagte es selbst aber nicht, zurückzukehren. Er zog es vor, nach Zypern zu fliehen, wo er Unterstützung durch den freundlich gesinnten König Euagoras I. erhielt. Durch den Verlust der Flotte war Athen im folgenden Jahr zur Kapitulation gezwungen.

## Knidos
Nach dem Ende des Peloponnesischen Kriegs lag Sparta ab 400 v. Chr. im Krieg mit dem Perserreich. Dies nutzte Konon aus, indem er sowohl mit Pharnabazos, dem Satrapen (Statthalter) der persischen Provinzen Phrygien und Bithynien, als auch mit dem persischen Großkönig Kontakt aufnahm. Diese ernannten Konon zum Admiral einer neuen Flotte, mit der er gegen die Spartaner kämpfen konnte. 396 v. Chr. eroberte er Rhodos, 394 v. Chr. gewann er gemeinsam mit Pharnabazos die Schlacht von Knidos. Die spartanische Seeherrschaft war damit beendet. Enge Mitarbeiter Konons waren in dieser Zeit Nikophemos, den er zum Statthalter der Insel Kythera (südlich des Peloponnes) machte, und dessen Sohn Aristophanes, der für Konon diplomatische Aufträge erledigte und als Verbindungsmann in Athen fungierte.
Nach weiteren Eroberungen kehrte Konon zurück nach Athen, wo er die Langen Mauern wieder aufbauen und Athen durch seine Bündnis- und Eroberungspolitik wiedererstarken ließ. Daraufhin wollten die Spartaner sich mit den Persern zu Friedensverhandlungen treffen, Konon gehörte zur athenischen Gesandtschaft. In Sardes, wo die Friedensverhandlungen stattfanden, wurde er allerdings wegen angeblichen Verrats gefangen genommen. Er entkam abermals nach Zypern, wo er vermutlich wenig später starb. Sein Sohn war Timotheos.